# Ayam Brand
Ayam Brand ist eine der ältesten Verbrauchermarken in Asien. Ayam bedeutet „Huhn“ auf Malaiisch. Das Hauptprodukt ist traditionell „Sardinen in Tomatensoße“. Größter Produktionsstandort mit über 1000 Mitarbeitern ist Taiping (Malaysia).
Die rote und gelbe Ayam-Konservendose gehört in Südostasien zu den bekanntesten Lebensmittelmarken. Die Jahresproduktion beläuft sich auf über 60 Millionen Dosen. Die Hauptprodukte sind Fischkonserven (Sardinen, Makrelen, Thunfisch), asiatische Zutaten (Kokosnuss, asiatischen Saucen und Pasten), Obst und Gemüse, vor allem Bohnen.
Eine Verbraucherumfrage aus dem Jahr 2007, durchgeführt von Synovate, gehört die Marke Ayam neben Marken wie Nissan, L’Oréal, Heinz oder American Express zu den Top 200 Verbrauchermarken in Asien (Ayam Brand war 2007 auf dem 179. Platz).

## Geschichte
Der Franzose Alfred Clouet gründete im Jahre 1892 in Singapur, das damals Teil von British Malaya war, eine Firma mit Namen Ayam. Das Geschäft konzentrierte sich zunächst auf den Nahrungsmittelvertrieb für die Angehörigen der Kolonialmächte und der Bauindustrie. Im Jahr 1954 wurde das Unternehmen von den Denis Frères übernommen.  Der Name des Gründers kann noch in einigen Teilen der Firma und Firmennamen gefunden werden: A. Clouet & Co. (KL) Sdn. Bhd für Malaysia, Clouet Trading Pte. Ltd in Singapur oder A. Clouet (Australia) Pty Ltd in Australien – Neuseeland. Der alleinige Eigentümer der Marke Ayam ist heute die Firma „Ayam SARL“.
Während der Vertrieb sich in der ersten Hälfte des 20. Jahrhunderts auf Malaysia konzentrierte, entwickelte sich der internationale Vertrieb erst in den 1950er Jahren. Heute ist die Ayam Marke ein Marktführer in Malaysia, Singapur, Brunei, Thailand, Indonesien und Hong Kong.